# Cos Superior d'Inspectors de Treball i Seguretat Social
El Cos Superior d'Inspectors de Treball i Seguretat Social és un grup de funcionaris de l'Administració General de l'Estat d'Espanya, que exerceix les funcions de vigilància i control del compliment de les normes d'ordre social (relacions laborals, prevenció de riscos laborals i Seguretat Social).
El profund coneixement, formació i experiència en aquestes matèries els acredita per a l'elaboració i execució de polítiques d'índole social, així com per a l'acompliment d'aquelles funcions on calguin coneixements en matèria laboral, de prevenció de riscos laborals i Seguretat Social.
Aquest perfil tècnic possibilita el desenvolupament de funcions en organismes especialitzats tant a nivell nacional com supranacional. La seva formació està garantida per un rigorós i exigent sistema d'accés reconegut a nivell nacional i internacional.

## Història
Els orígens d'aquest cos es remunten a 1906, mitjançant Reial Decret d'1 de març, en crear-se un servei d'inspecció de les normes laborals en el si de l'Institut de Reformes Socials, que posteriorment es va enquadrar en el Ministeri de Treball creat per Eduardo Dato e Iradier.
La Inspecció de Treball va tenir un marcat caràcter generalista que no conservaria, perquè es van crear diferents serveis d'inspecció per a emigració, assegurances socials, previsió social. En 1962, després de la ratificació per Espanya del Conveni número 81 de l'Organització Internacional del Treball es va unificar en un sol cos de funcionaris.

## Funcions i destinacions
Les principals funcions dels membres del Cos Superior d'Inspectors de Treball i Seguretat Social estan lligades a l'exercici de la vigilància i control de compliment de la normativa d'ordre social i, per això, la seva principal destinació se situa en les Inspeccions Provincials de Treball i Seguretat Social.
Com a complement a les funcions de vigilància i control de la normativa d'ordre social, exerceixen funcions d'assessorament, assistència tècnica i mediació en conflictes laborals, col·lectius o individuals.
A més de les funcions de vigilància i control de la normativa d'ordre social, solen exercir funcions en les diferents Secretaries d'Estat del Ministeri d'Ocupació i Seguretat Social, sense perjudici d'exercir treballs en altres Ministeris donada la seva formació jurídica, la seva inclinació a la realitat social i les seves habilitats per a la composició del conflicte i presa de solucions.
En el Ministeri d'Ocupació i Seguretat Social, els Inspectors de Treball i Seguretat Social estan presents en la Subsecretaria i dins d'aquesta en la Direcció general de la Inspecció de Treball i Seguretat Social i en la Secretaria General Tècnica, així com en la xarxa de Conselleries d'Ocupació i Seguretat Social a l'exterior.
Igualment, es troben destinats en la Secretaria d'Estat d'Ocupació, especialment, en la Direcció general d'Ocupació i en els diferents organismes com l'Institut Nacional de Seguretat i Higiene en el Treball i en la Comissió Consultiva Nacional de Convenis Col·lectius, Consell Econòmic i Social, sense perjudici de l'acompliment de funcions en els diferents gabinets del departament ministerial.
En l'àmbit de la Unió Europea exerceixen funcions relacionades amb la política social en la Comissió Europea, en el si del Comitè d'Alts Representants de la Inspecció de Treball, en el Consell Econòmic i Social Europeu, Eurofund i en la Representació Permanent d'Espanya a Brussel·les.
En l'àmbit internacional, el seu treball es desenvolupa en organitzacions com l'Organització Internacional del Treball (OIT) i en l'Organització per a la Cooperació i el Desenvolupament Econòmic (OCDE). A nivell autonòmic, solen exercir les funcions corresponents a les autoritats laborals en les Direccions Generals de Treball o Ocupació, segons correspongui en cada autonomia, o fins i tot, la titularitat de la Conselleria.
Finalment, existeix un elevat nombre de membres del Cos que han ocupat i ocupen llocs de lideratge en empreses, públiques i privades, entitats financeres, així com en l'àmbit acadèmic, judicial i polític.